# Martiniques herrlandslag i fotboll
Martiniques herrlandslag i fotboll spelade sin första landskamp den 11 februari 1931, då man bortaföll med 2-3 mot Barbados.

## Historik
Martiniques fotbollsförbund bildades 2000 och är medlem av Concacaf även om territoriet är en del av Frankrike. Laget tillhör de starkaste i regionen och har även vunnit det karibiska mästerskapet en gång, 1993.

### CONCACAF mästerskap
- 1963 till 1989 - Deltog ej
- 1991 - Kvalade inte in
- 1993 - Första omgången
- 1996 - Kvalade inte in
- 1998 - Kvalade inte in
- 2000 - Kvalade inte in
- 2002 - Andra omgången (kvartsfinal)
- 2003 - Första omgången
- 2005 - Kvalade inte in
- 2007 - Kvalade inte in

### Karibiska mästerskapet
- 1989 - Deltog ej
- 1990 - Final (inställd)
- 1991 - Första omgången
- 1992 - 3:e plats
- 1993 - 1:a plats
- 1994 - 2:a plats
- 1995 - Kvalade inte in
- 1996 - 3:e plats
- 1997 - Första omgången
- 1998 - Första omgången
- 1999 - Kvalade inte in
- 2001 - 3:e plats
- 2005 - Kvalade inte in
- 2007 - Första omgången
- 2008 - Kvalade inte in
- 2010 - Första omgången
- 2012 - 4:e plats
- 2014 - Första omgången

Martinique spelade en mållös final år 1993 mot Jamaica. I straffläggningen vann man med 6-5. Man skulle även ha spelat en final tidigare år 1990 mot Trinidad och Tobago. Den matchen ställdes dock in på grund av en tropisk storm som härjade i regionen. Bägge lagen mötte varandra i finalen år 1994 och då föll Martinique med 2-7.
Martinique vann även CFU-mästerskapet 1983. Turneringen var föregångaren till nuvarande Karibiska mästerskapet.